# Arakain Dymytry Tour 2016
Arakain Dymytry Tour 2016 bylo druhé společné turné kapel Arakain a Dymytry. Tour mělo jarní a podzimní část s celkem 49 zastávkami po celé České republice. Hosty turné byli ostravští Absolut Deafers, stejně jako na podzimní části společného turné před dvěma lety. Všechny tři kapely vydaly před turné novou desku (Arakain - Arakadabra, Dymytry - Agronaut, Absolut Deafers - Himaláje v nás). Žádná z kapel neváhala materiál ze svého nového alba dostatečně využít ve svém setlistu.
Stejně jako před dvěma lety se i tentokrát jednalo o velmi úzké spojení především headlinerů Arakain a Dymytry, kdy si každá z kapel vypůjčila jednu píseň od kolegů a na jinou skladbu (nebo i více) zase zahostoval zpěvák a fanoušci si mohli užít duet. Zpěvák Arakainu, Jan Toužimský, si zahostoval i u Absolut Deafers v coveru Arakainu „Vir“. Nejoriginálnějším prvkem celého koncertu byl však vždy společný blok Arakain & Dymytry, kdy se nejprve oba bubeníci utkali v battlu, aby je následně doplnili kytaristé, kteří zahráli i úryvky ze skladeb světoznámých kapel jako Metallica nebo AC/DC. Nakonec se přidali i oba zpěváci a publikum se dočkalo společných skladeb známých již z předchozího turné („Jedna krev“, „Bouřlivá krev“, „Žít svůj sen“) a také nové společné písně „Do stejný řeky“. Na závěr kapely společně zahrály ještě své klasické uzavírací skladby koncertů „Strážná věž“ (Dymytry) a „Apage satanas“ (Arakain).
Během jarní části bylo natočeno album Arakain/Dymytry - Live 2016, které bylo na podzimní části možné dostat ke vstupence zdarma (při včasném nákupu vstupenek v předprodeji).
Při koncertu v Trnavě si zpěvák Dymytry, Protheus, zlomil pravou ruku v zápěstí. Set Dymytry ještě odzpíval, ale pak se nechal ošetřit a odvézt sanitkou do nemocnice v Třebíči, takže společný set na tomto vystoupení chyběl. Zbytek turné Protheus dokončil s rukou v sádře.
Protože pro jarní turné následujícího roku kapela obměnila kostýmy, byl poslední koncert tohoto turné, v Bezně, posledním, na němž Dymytry živě vystoupili v kostýmech s koženými sukněmi. Staré kostýmy však později ještě použili ve videoklipech.

## Line-up
Absolut Deafers:
- Jan „Joker“ Jašek (zpěv)
- Jiří „Cremil“ Czyž (kytara)
- Radek „Rado“ Sněhota (kytara)
- Aleš „Lemmy“ Venglář (basová kytara)
- Vašek Maďa (bicí)

Dymytry:
- Jan „Protheus“ Macků (zpěv)
- Jiří „Dymo“ Urban (kytara)
- Jan „Gorgy“ Görgel (kytara)
- Artur „R2R“ Michajlov (basová kytara)
- Miloš „Mildor“ Meier (bicí)

Arakain:
- Jan Toužimský (zpěv)
- Jiří Urban (kytara)
- Miroslav Mach (kytara)
- Zdeněk Kub (basová kytara)
- Lukáš „Doxa“ Doksanský (bicí)

Arakain & Dymytry
- Společný set všech deseti hudebníků

## Setlisty
Solnice, 29. října
Dymytry
1. Sekerou
2. Ne nikdy
3. Média
4. Věrni zůstaneme
5. Nahrabat
6. Baskerville
7. Paganini (Arakain cover)
8. Dymytry
9. Hrad z písku
10. Miloš Meier - bubenické sólo
11. Zase mi lhali
12. Jsem nadšenej
13. Ocelová parta

Přídavek
1. Dej Bůh štěstí (s Janem Toužimským)

Arakain
1. Arakadabra
2. Kolonie termitů
3. Peklo
4. Zabiják v nás
5. Nenávidím
6. Vir (s Janem Jaškem - Absolut Deafers)
7. Diesel
8. Dejte mi pít (Dymytry cover)
9. Hlas krve
10. Hra s ohněm
11. Princess

Přídavek
1. Forsage (s Protheem)

Arakain & Dymytry
1. Lukáš Doksanský & Miloš Meier - bubenické sólo
2. Proč? (Arakain cover)
3. Smysl už nehledám (Dymytry cover)
4. Bouřlivá krev
5. For Whom the Bell Tolls (Metallica cover)
6. Master of Puppets (Metallica cover)
7. Seasons in the Abyss (Slayer cover)
8. Walk (Pantera cover)
9. Symphony of Destruction (Megadeth cover)
10. Psychosocial (Slipknot cover)
11. Highway to Hell (AC/DC cover)
12. Žít svůj sen

Přídavky
1. Strážná věž (Dymytry cover)
2. Apage Satanas (Arakain cover)

## Vypůjčené skladby
Jaro
- Absolut Deafers - „Vir“ (Arakain, Labyrint)
- Dymytry - „Černý koně“ (Arakain, Warning!)
- Arakain - „Ztracená generace“ (Dymytry, Homodlak)

Podzim
- Absolut Deafers - „Vir“ (Arakain, Labyrint)
- Dymytry - „Paganini“ (Arakain, Restart)
- Arakain - „Dejte mi pít“ (Dymytry, Neser!)

## Harmonogram turné
| Datum              | Město                 | Místo                     | Host            |
| Jarní část         | Jarní část            | Jarní část                | Jarní část      |
| ------------------ | --------------------- | ------------------------- | --------------- |
| 4. března 2016     | Polná                 | sál zámku                 | Absolut Deafers |
| 5. března 2016     | Kolín                 | Městský společenský dům   | Absolut Deafers |
| 11. března 2016    | Čelákovice            | Kulturní dům              | Absolut Deafers |
| 12. března 2016    | Lnáře                 | Kulturní dům              | Absolut Deafers |
| 17. března 2016    | České Budějovice      | Kulturní dům              | Absolut Deafers |
| 18. března 2016    | Plzeň                 | Šeříkovka                 | Absolut Deafers |
| 19. března 2016    | Stříbro               | Kulturní dům              | Absolut Deafers |
| 24. března 2016    | Brno                  | Semilasso                 | Absolut Deafers |
| 25. března 2016    | Boskovice             | Sokolovna                 | Absolut Deafers |
| 26. března 2016    | Hranice               | Sokolovna                 | Absolut Deafers |
| 27. března 2016    | Březolupy             | Sportovní hala            | Absolut Deafers |
| 1. dubna 2016      | Mohelnice             | Dům kultury               | Absolut Deafers |
| 2. dubna 2016      | Valdice               | Kulturní dům              | Absolut Deafers |
| 8. dubna 2016      | Hradec Králové        | Kulturní dům Střelnice    | Absolut Deafers |
| 15. dubna 2016     | Kyjov                 | Kulturní centrum          | Absolut Deafers |
| 16. dubna 2016     | Hořovice              | Společenský dům           | Absolut Deafers |
| 22. dubna 2016     | Tábor                 | hotel Palcát              | Absolut Deafers |
| 23. dubna 2016     | Prachatice            | hotel Park                | Absolut Deafers |
| 28. dubna 2016     | Praha                 | Kulturní dům Ládví        | Absolut Deafers |
| 29. dubna 2016     | Klatovy               | Kulturní dům Družba       | Absolut Deafers |
| 6. května 2016     | Prostějov             | Společenský dům           | Absolut Deafers |
| 7. května 2016     | Valašské Klobouky     | Kulturní dům Kloboučan    | Absolut Deafers |
| 13. května 2016    | Pěnčín                | Kulturní dům              | Absolut Deafers |
| 14. května 2016    | Miroslav              | Kulturní dům              | Absolut Deafers |
| Podzimní část      |                       |                           |                 |
| 30. září 2016      | Holýšov               | Kulturní dům              | Absolut Deafers |
| 7. října 2016      | Nýrsko                | Kulturní dům              | Absolut Deafers |
| 8. října 2016      | Kovářov               | Kulturní dům              | Absolut Deafers |
| 14. října 2016     | Zlín                  | Masters of Rock Café      | Absolut Deafers |
| 15. října 2016     | Ostrava               | Dům kultury AKORD         | Absolut Deafers |
| 21. října 2016     | Šlapanice             | Kulturní dům Bedřichovice | Absolut Deafers |
| 22. října 2016     | Hodonín               | Dům kultury               | Absolut Deafers |
| 27. října 2016     | Havlíčkův Brod        | Kulturní dům Ostrov       | Absolut Deafers |
| 28. října 2016     | Pardubice             | ABC klub                  | Absolut Deafers |
| 29. října 2016     | Solnice               | Společenský dům           | Absolut Deafers |
| 4. listopadu 2016  | Bozkov                | Kulturní dům              | Absolut Deafers |
| 11. listopadu 2016 | Česká Lípa            | Kulturní dům Crystal      | Absolut Deafers |
| 12. listopadu 2016 | Chrudim               | Dům kultury               | Absolut Deafers |
| 16. listopadu 2016 | Toužim                | Sokolovna                 | Absolut Deafers |
| 17. listopadu 2016 | Příbram               | Divadlo Antonína Dvořáka  | Absolut Deafers |
| 18. listopadu 2016 | Jindřichův Hradec     | Kulturní centrum Jitka    | Absolut Deafers |
| 19. listopadu 2016 | Vimperk               | Kulturní dům Cihelna      | Absolut Deafers |
| 25. listopadu 2016 | Trnava (okres Třebíč) | Kulturní dům              | Absolut Deafers |
| 26. listopadu 2016 | Drnovice              | Kulturní dům              | Absolut Deafers |
| 2. prosince 2016   | Ústí nad Orlicí       | Kulturní dům              | Absolut Deafers |
| 3. prosince 2016   | Zábřeh                | Kulturní dům              | Absolut Deafers |
| 9. prosince 2016   | Pelhřimov             | Kulturní dům Máj          | Absolut Deafers |
| 10. prosince 2016  | Horní Bříza           | klub Horní Bříza          | Absolut Deafers |
| 16. prosince 2016  | Spálené Poříčí        | Sokolovna                 | Absolut Deafers |
| 17. prosince 2016  | Bezno                 | Kulturní dům              | Absolut Deafers |